# Ставропигија
Ставропигија (грч. σταυροπηγία) је црквена установа која не потпада под надлежност мјесне епархијске власти, већ је потчињена непосредно патријарху или синоду. Ставропигијални статус се најчешће даје појединим манастирима или парохијама од посебне историјске или друге важности. Оснивање ставропигија је постало учесталије од времена владавине византијског цара Маврикија (582-602), а додатни замах је добило након Цариградског сабора који је одржан 861. године.
У Српској православној цркви, најзначајнија ставропигијална установа је Манастир Пећка патријаршија, који је непосредно потчињен патријарху српском, који је архиепископ пећки.